# 니콘 1 AW1
니콘1 AW1은 2013년 10월 출시된 니콘1 마운트의 미러리스 렌즈 교환식 카메라이다. 니콘의 미러리스포맷인 CX포맷 센서를 탑재했으며, 수중 전용 촬영 용도로 출시된 기종이다. 함께 출시된 11-27.5mm F3.5-5.6 과 10mm F2.8 렌즈를 사용 시 15미터의 방수 성능과 2미터의 내충격 성능, IP6X급의 방진방습을 보여준다. 해당 렌즈와 바디 모두 스테인리스로 제작됐기 때문에 부식에 강하며, 뿐만 아니라 수중 화이트 벨런스, 수중 자동 왜곡 보정 등의 수중 전용 소프트웨어 또한 탑재하고 있다.

## CX포맷
니콘 CX포맷은 2011년 9월 발표된 미러리스 렌즈 교환식 카메라의 새로운 센서 포맷이다. CX포맷은 센서 자체에 위상차 AF와 콘트라스트 AF를 융합함으로써 보다 정확한 AF 성능을 이끌어냈다. 센서 사이즈는 13.2mm X 8.8mm로, 35mm 필름 대비 환산비율은 1:2.7이며, 플렌지백 길이는 17mm이다.